# Cheylade
Cheylade (okzitanisch Cheilada) ist eine französische Gemeinde mit 224 Einwohnern (Stand 1. Januar 2022) im Département Cantal in der Region Auvergne-Rhône-Alpes.

## Geografie
Der Ort Cheylade liegt rund 35 km nordwestlich der Kleinstadt Saint-Flour im Gebiet des Regionalen Naturparks Volcans d’Auvergne. Es gehört zum Bergland der Monts du Cantal und liegt im Vallée de la Petite Rhue (Tal der Kleinen Rhue). Die bedeutendsten Gewässer sind die Flüsse Petite Rhue, Grolle, sowie der See Lac des Cascades. Wichtigste Verkehrsverbindung ist die weiter im Süden vorbeiführende Route nationale 122. Der nächstgelegene Bahnhof ist in Murat.
Nebst dem Dorf Cheylade gibt es noch die Siedlungen Le Caire und Pierrebesse sowie mehrere Einzelgehöfte.

## Bevölkerungsentwicklung
| Jahr                       | 1800 | 1851 | 1901 | 1954 | 1999 | 2013 |
| Einwohner                  | 1784 | 1316 | 1367 | 831  | 336  | 231  |
| Quellen: Cassini und INSEE |      |      |      |      |      |      |

Die Gemeinde zählte im Jahr 1831 über 2.000 Einwohner; im Jahr 1835 trennte sich ein Gemeindeteil ab und wurde zur Gemeinde Le Claux. Der anhaltende Bevölkerungsrückgang im 20. Jahrhundert ist hauptsächlich auf den Verlust an Arbeitsplätzen infolge der Mechanisierung der Landwirtschaft zurückzuführen.

## Wirtschaft
Jahrhundertelang bildete der Ort Cheylade das handwerkliche, merkantile und dienstleistungsmäßige Zentrum mehrerer ausschließlich landwirtschaftlich orientierter Weiler (hameaux) und Einzelgehöfte in der Umgebung. Seit der Mitte des 20. Jahrhunderts spielt der Tourismus in Form der Vermietung von Ferienwohnungen (gîtes) neben der Landwirtschaft die wichtigste Rolle im Wirtschaftsleben der Gemeinde.

## Geschichte
Im Jahr 1029 wurde eine Kirche gebaut und von ihrem Stifter der Abtei von Sauxillanges übereignet; in der Zeit existierte auch eine Burg (château). Im 14. und 15. Jahrhundert dezimierten die Pest und die Folgen des Hundertjährigen Krieges die Bevölkerung. Im 16. Jahrhundert sorgten die Hugenottenkriege (1562–1598) für Unruhe und Zerstörungen. Die Reste der mittelalterlichen Burg wurden im Jahr 1884 abgetragen.

## Sehenswürdigkeiten

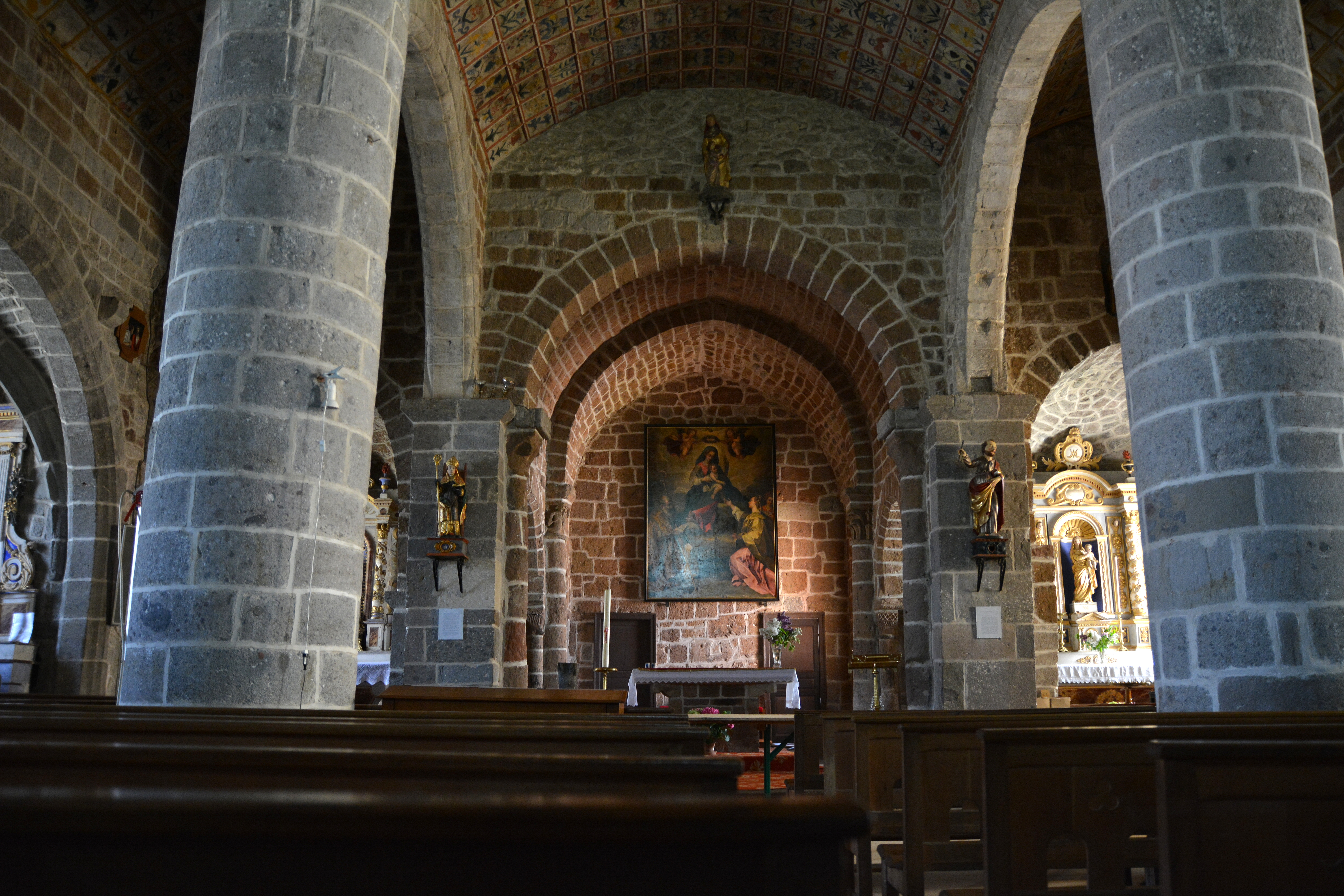
Chaylade – Église Saint-Léger

- Die Pfarrkirche Saint-Léger stammt aus dem 12. Jahrhundert; sie wurde jedoch im 15. und 17. Jahrhundert durch An- und Neubauten in ihren heutigen baulichen Zustand versetzt. Ältester Bauteil ist die flachgeschlossene Apsis; Langhaus und Glockenturm stammen aus dem 15. Jahrhundert. Die drei Kirchenschiffe werden von einer gewölbten und in weit über 1000 Kassetten unterteilten Holzdecke vom Ende des 16. Jahrhunderts überspannt, die mit ländlich-barocken Malereien versehen ist. Es finden sich Tiere (Hunde, Esel, Füchse, Vögel) ebenso wie mythische Figuren (Medusa, Basilisk, Drache) und Blumen; andere Motive sind Herzen, Engel, Glocken und Wappenschilde. Nur eine einzige menschliche Figur, ein Hirte mit Stab, ist zu sehen. Der Kirchenbau wurde im Jahr 1963 als Monument historique anerkannt.[1]
- Das Oratoire du Sartre befindet sich am östlichen Ortsrand von Cheylade. Es ist ein kleiner Bau mit einem pyramidenförmigen Dach, dessen Innenseite in ähnlicher Weise wie die Decke der Kirche bemalt ist. Der Bau wurde im Jahr 1986 als Monument historique eingestuft.[2]

außerhalb
- Das aus Bruchstein errichtete Château d’Escorolles (45° 11′ 38″ N, 2° 42′ 23″ O) ist ein befestigter Gutshof aus dem 15. bis 18. Jahrhundert. Markantester Bauteil ist ein runder Treppenturm mit Wehrgang (machicoulis). Die Wohnteile (corps de logis) sind Hinzufügungen des 18. Jahrhunderts. Der Bau wurde im Jahr 1994 als Monument historique anerkannt.[3]

## Persönlichkeiten
- Charles d’Estaing (um 1595–1661) war Grundherr (seigneur) von Cheylade; er gilt als entfernter Ahnherr der Familie Giscard d’Estaing.